# Eli Ben-Menachem
Eli Ben-Menachem (hebr.: אלי בן-מנחם, ur. 24 listopada 1947 w Bombaju) – izraelski polityk, w latach 1988–2006 poseł do Knesetu, w latach 1992–1996, 2001–2002 oraz w 2005 wiceminister w różnych resortach

## Życiorys
Urodził się 24 listopada 1947 w Bombaju. W 1949 wyemigrował do Izraela.
Służbę wojskową zakończył w stopniu porucznika. Pracował jako technik samolotów, był działaczem związkowym.
W wyborach parlamentarnych w 1988 po raz pierwszy dostał się do izraelskiego parlamentu z listy Koalicji Pracy. W kolejnych wyborach uzyskał reelekcję już z listy Partii Pracy. 4 sierpnia dołączył do drugiego rządu Icchaka Rabina jako wiceminister w Kancelarii Premiera i pozostał na stanowisku do 8 kwietnia 1993, kiedy to został wiceministrem w Ministerstwie Budownictwa i Mieszkalnictwa kierowanym przez Binjamina Ben Eli’ezera. Po śmierci Rabina utrzymał funkcję również rządzie Szimona Peresa – do końca kadencji 18 czerwca 1996.
Po raz trzeci zdobył mandat w kolejnych wyborach. W wyborach w maju 1999 nie zdobył miejsca w parlamencie z koalicyjnej listy Jeden Izrael, ale już 17 listopada zastąpił w Knesecie Josiego Belina. Po objęciu funkcji premiera przez Ariela Szarona 7 marca 2001 Ben-Menachem znalazł się w składzie jego pierwszego rządu jako wiceminister przemysłu i handlu w resorcie kierowanym przez Dalję Icik. Pozostał na stanowisku do 2 listopada 2002, kiedy Icik odeszła z rządu.
W wyborach w 2003 po raz piąty został posłem. W szesnastym Knesecie został zastępcą przewodniczącego Knesetu. 11 stycznia 2005 dołączył do drugiego rządu Szarona został wiceministrem budownictwa i mieszkalnictwa kiedy urząd ten objął Jicchak Herzog. Ben-Menachem pozostał na stanowisku do momentu dymisji swego zwierzchnika 23 listopada 2005. W kolejnych wyborach nie uzyskał miejsca parlamencie.